# Nedo
Nedo je moško osebno ime.

## Izvor imena
Ime Nedo je različica moškega osebnega imena Nedeljko.

## Pogostost imena
Po podatkih Statističnega urada Republike Slovenije je bilo na dan 31. decembra 2007 v Sloveniji število moških oseb z imenom Nedo: 43.

## Osebni praznik
Osebe z imenom Nedo lahko godujejo takrat kot osebe z imenom Nedeljko.